# Йосеф Трумпельдор
Йосеф Трумпельдор (21 листопада (3 грудня) 1880 року, П'ятигорськ, Російська імперія — 1 березня 1920 році, Тель-Хай, Галілея, Палестина); івр. יוסף טרומפלדור) — єврейський політичний і громадський діяч, російський військовий, один з найбільш відомих активістів раннього сіоністського руху. Організатор загонів єврейської самооборони в поселеннях єврейських репатріантів Палестини. Повний кавалер Георгіївського хреста.
У 1902 році Трумпельдор був призваний до російської армії і призначений у частину, розташовану в Київському військовому окрузі. Після початку російсько-японської війни написав рапорт з проханням відправити його на фронт. Ставши військовим фельдшером 27-го Східно-Сибірського полку, дислокованого в Порт-Артурі, він домігся переведення в полкову розвідку. При обороні Порт-Артура Трумпельдор був важко поранений в бою і втратив ліву руку.